# Musée Jacquemart-André

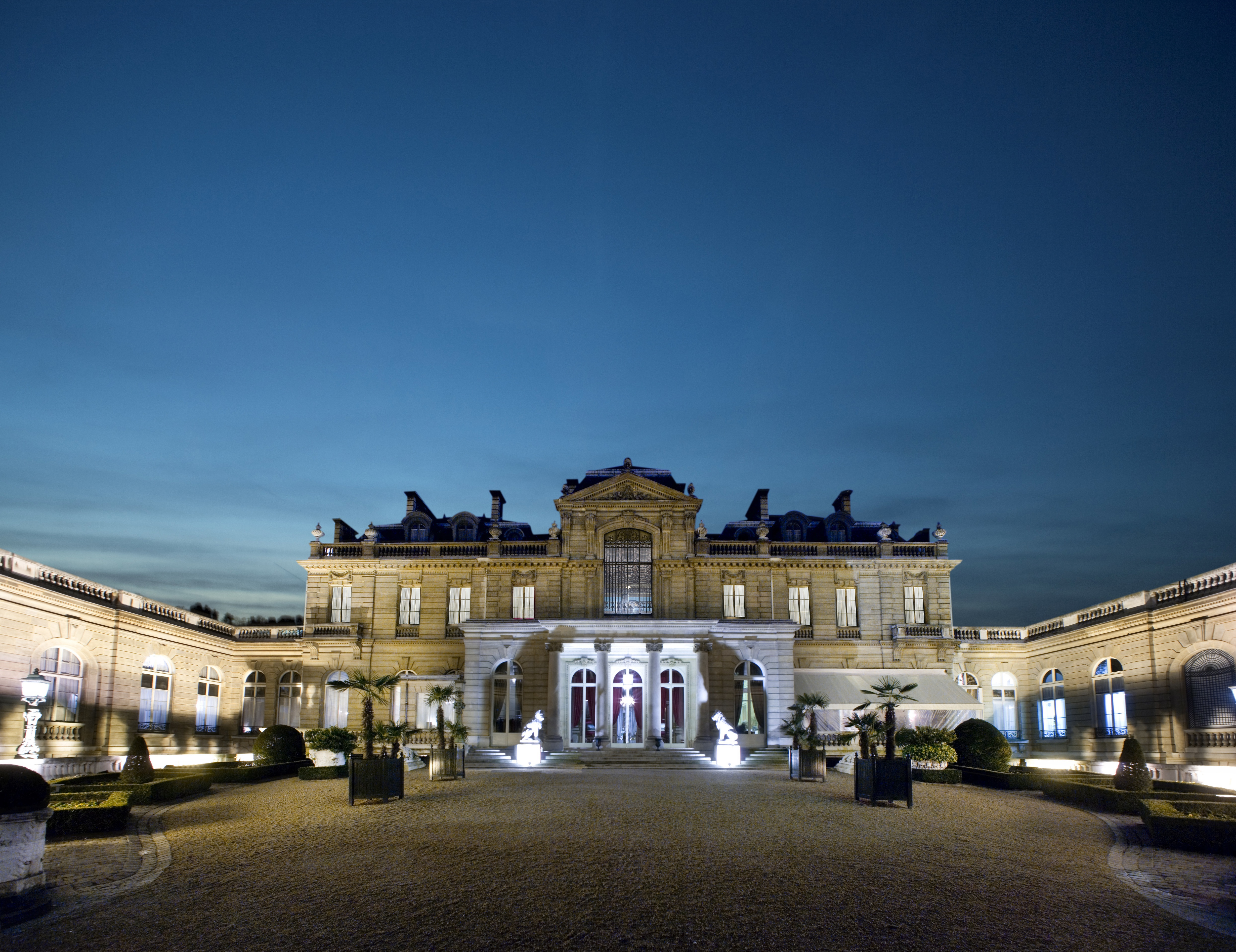
Ingang

Het Musée Jacquemart-André is een museum in een voormalig hôtel particulier (stadspaleis) in Parijs gelegen aan de Boulevard Haussmann, 158.

## Private collectie
De collectie is net zoals bij de Wallace Collection en het Museo Thyssen-Bornemisza bijeengebracht door een privé-verzamelaar; Édouard André in 1875. Hij verzamelde vooral werken van oude Italiaanse meesters, die hij samen met zijn vrouw Nélie Jacquemart kocht. Zijn echtgenote was zelf kunstenares; zij had de opdracht gekregen om het portret van Édouard te vervaardigen waarna het koppel zich aan elkaar verbond. Na zijn dood breidde Nélie de collectie verder uit. In 1912 verkreeg het museum de collectie van de abdij van Chaalis.
Tot de over 18 zalen verdeelde collectie schilderijen behoren o.a. werken van: 
- Botticelli
- Vittore Carpaccio (De koningin van de Amazonen met Theseus)
- Canaletto
- Jacques-Louis David (Portret van graaf Antoine Français de Nantes)
- Antoon van Dyck
- Frans Hals (Portret van een zittende man)
- Andrea Mantegna (Ecce Homo en Madonna met kind tussen de heiligen Hiëronymus en Lodewijk)
- Jean-Marc Nattier (Portret van Mathilde de Canisy, markiezin van Antin)
- Rembrandt (De maaltijd in Emmaüs en Portret van Amalia van Solms)
- Giambattista Tiepolo
- Paolo Uccello (Sint-Joris en de draak)
- Élisabeth Vigée-Le Brun (Portret van gravin Catharina Skavronskaja)

Verder behoort het Getijdenboek van maarschalk Boucicaut tot de collectie.

## Externe links

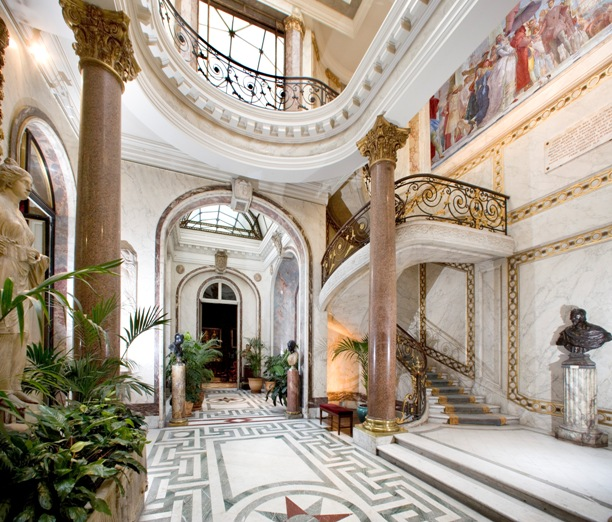
De wintertuin
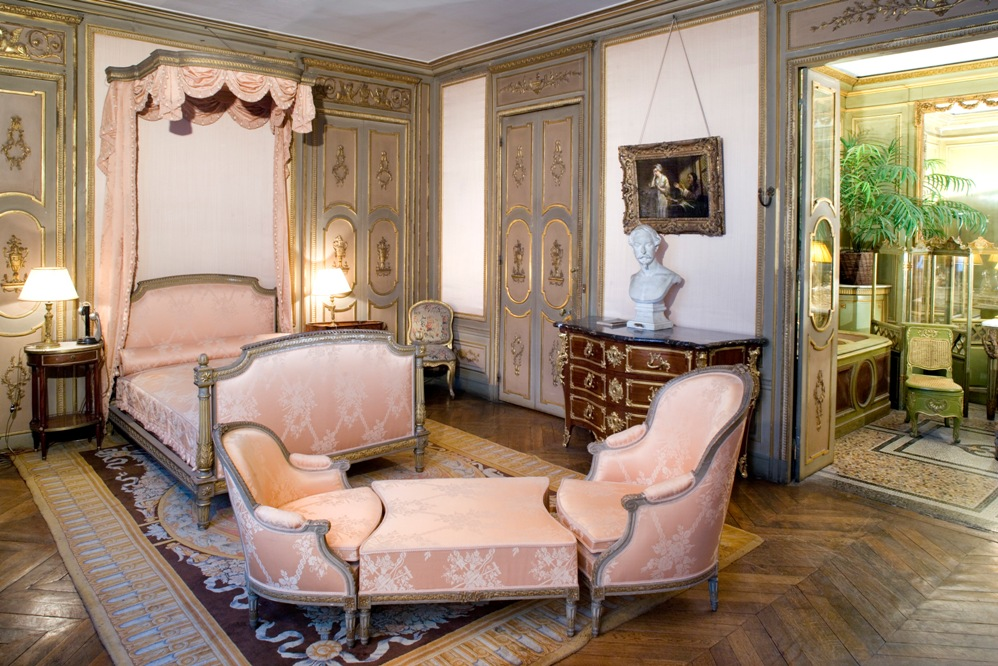
De kamer van meneer
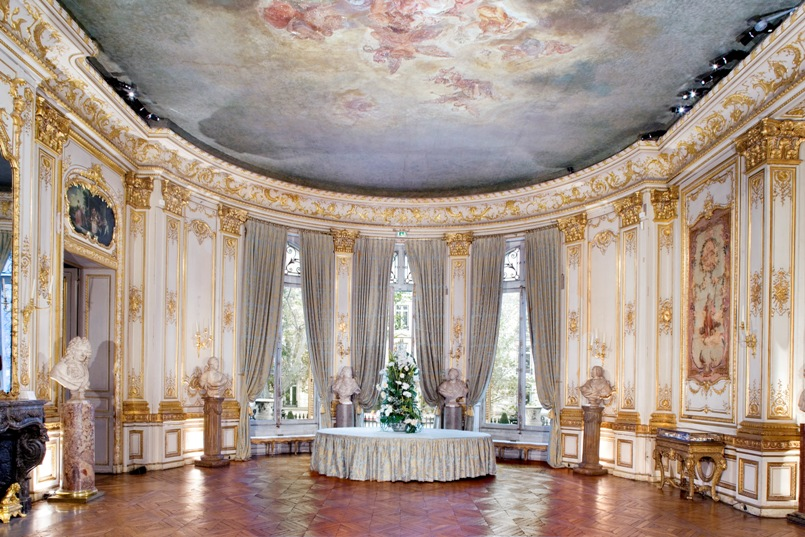
De grote salon
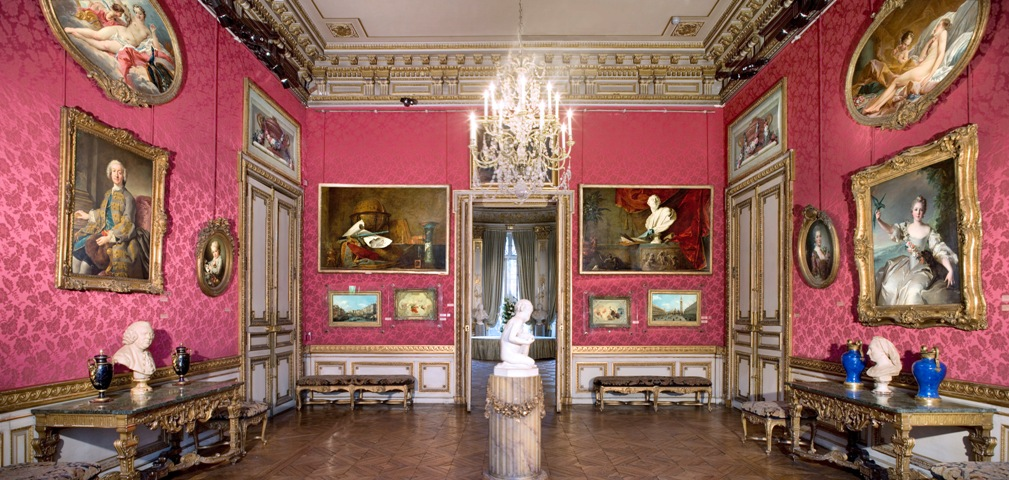
De schilderijensalon